# Chi Tre
Chi Tre hay chi Hóp (danh pháp khoa học: Bambusa) là một chi lớn thuộc họ Poaceae có 32 loài. Chi này chủ yếu là các loài cây lớn, có nhiều nhánh tại một đốt và có một hoặc hai đốt to hơn các đốt còn lại. Chi này phân bố ở các khu vực nhiệt đới và bán nhiệt đới của châu Á, đặc biệt là khu vực nhiệt đới gió mùa và ẩm.
Các chi sau đôi khi cũng được xếp chung vào chi Bambusa:
- Arundarbor Kuntze
- Bonia Balansa
- Eremocaulon Soderstrom & Londoño (bao gồm Criciuma Soderstrom & Londoño)
- Guadua Kunth
- Holttumochloa K.M.Wong
- Ischurochloa Büse
- Kinabaluchloa K.M.Wong
- Leleba Nakai
- Lingnania McClure
- Maclurochloa K.M.Wong
- Mullerochloa K.M.Wong
- Neololeba Widjaja
- Soejatmia K.M.Wong
- Tetragonocalamus Nakai

## Hình ảnh

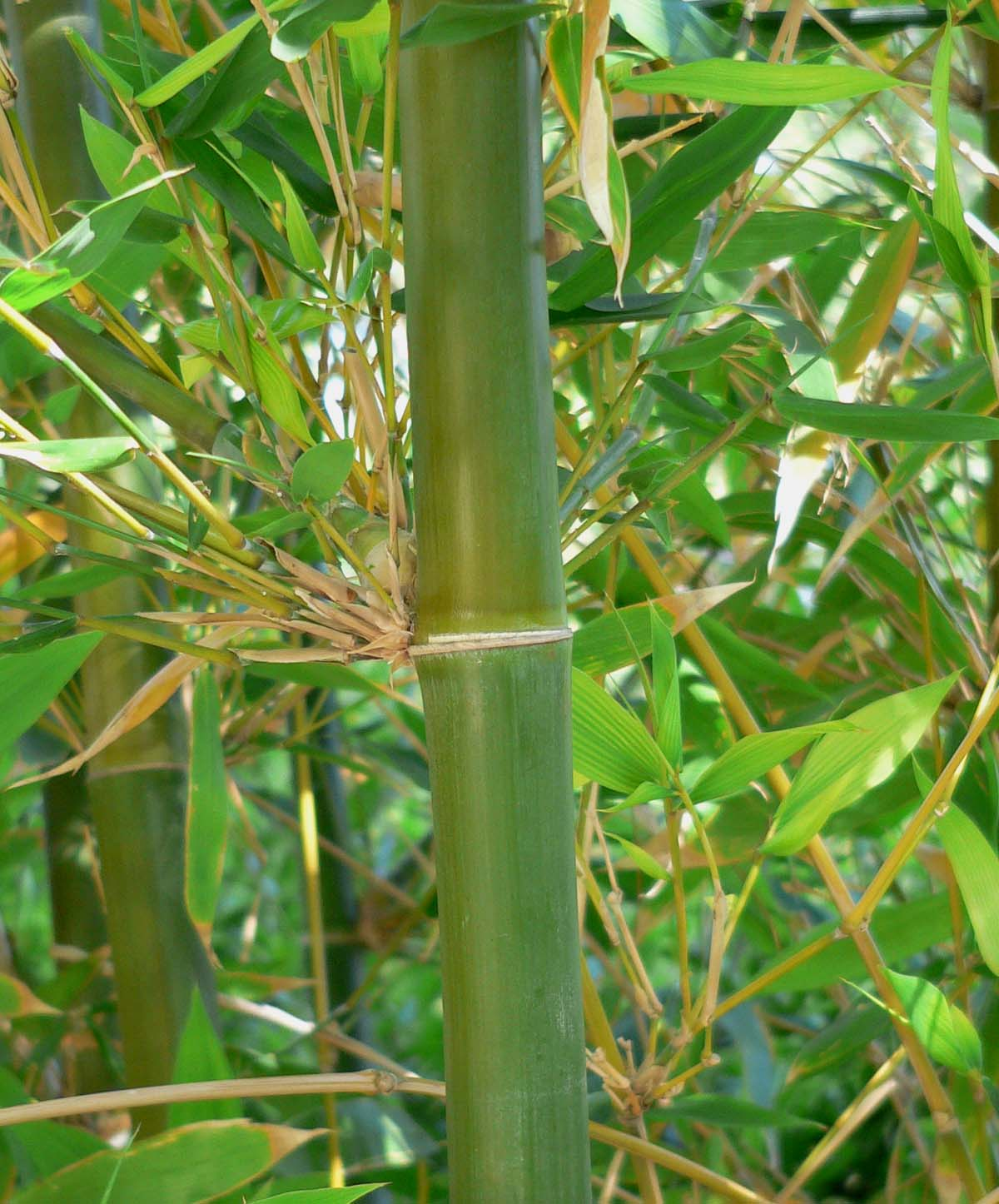
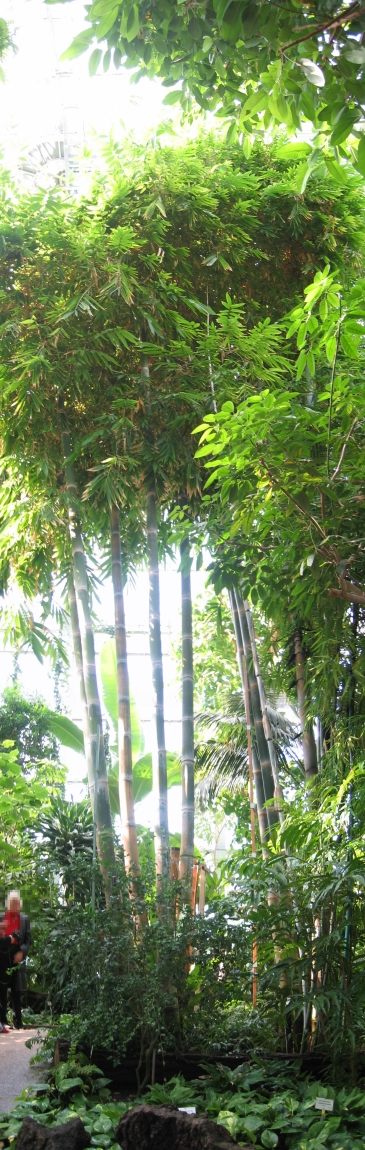
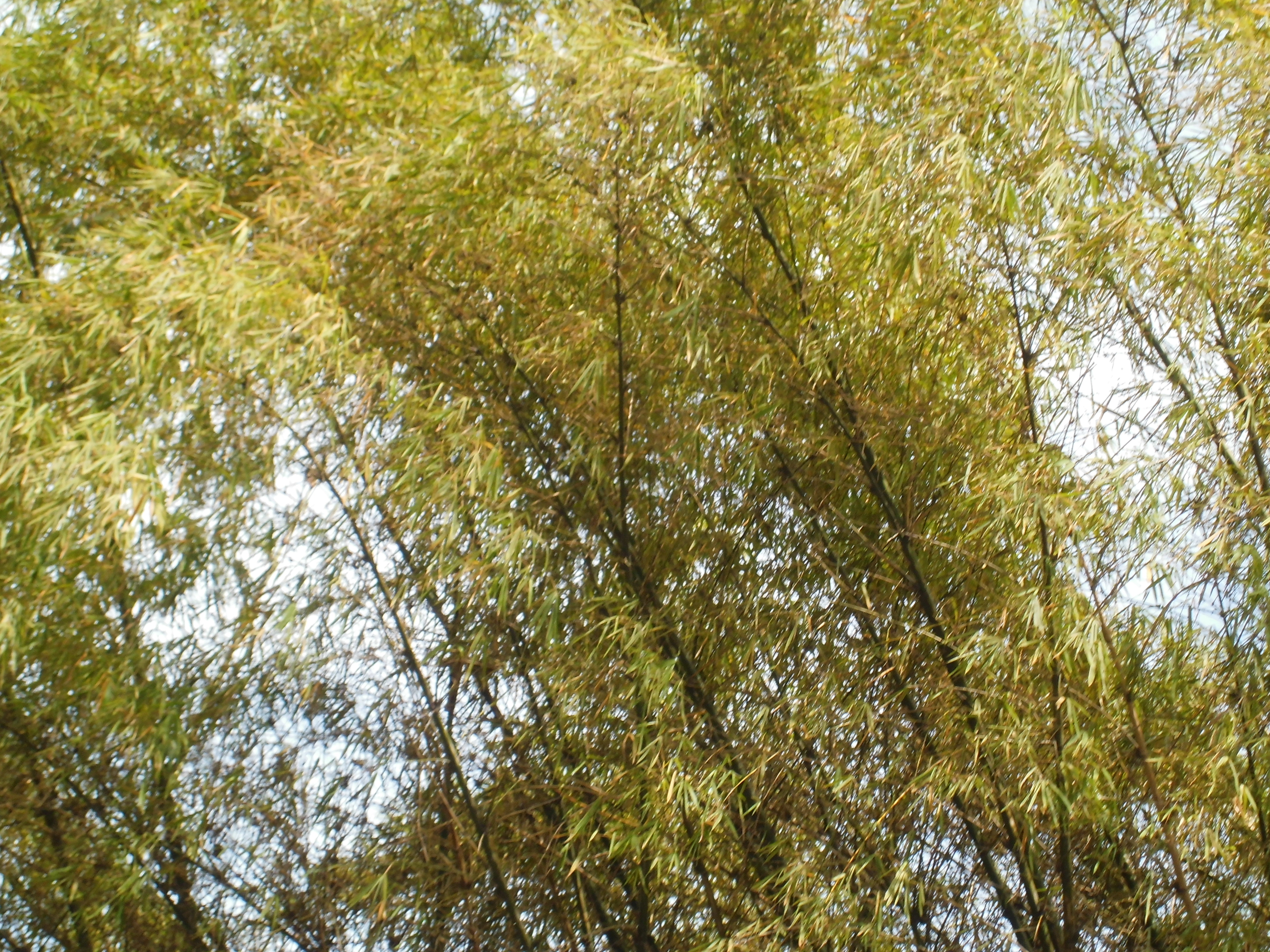
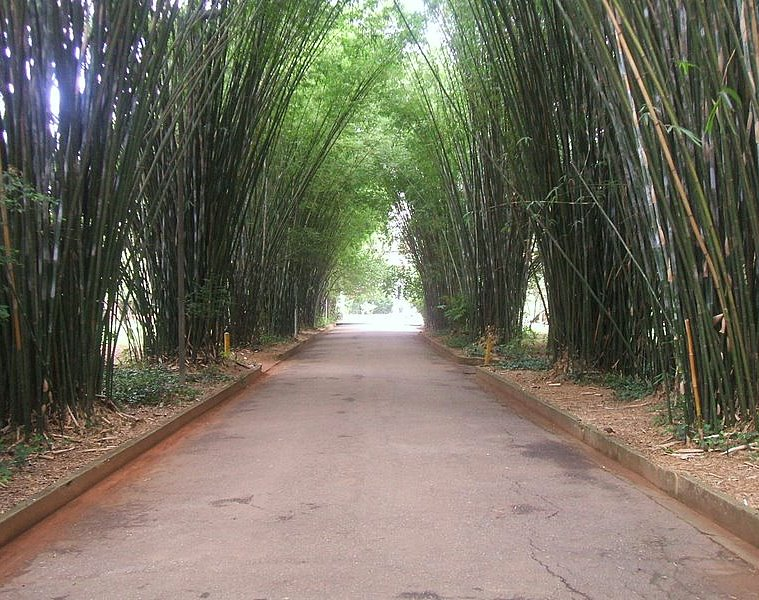